# Maarssen
Maarssen est un village néerlandais situé dans la commune de Stichtse Vecht, en province d'Utrecht. En 2020, il compte 38 915 habitants. Jusqu'en 2011, Maarssen est une commune indépendante couvrant Maarsseveen, Oud-Zuilen, Oud-Zuilen et Tienhoven.

## Histoire

### Moyen Âge

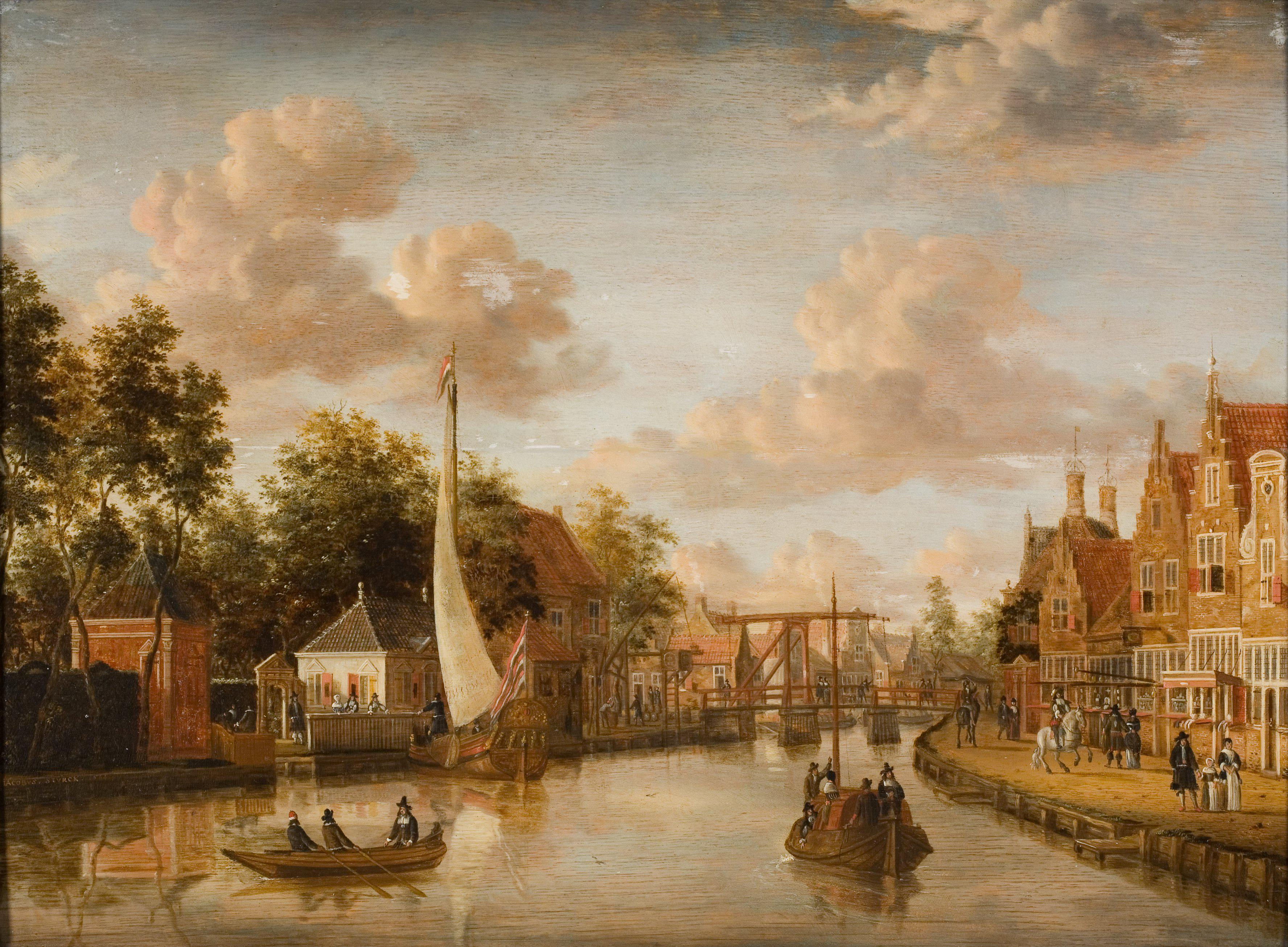
Gezicht op Maarsen (1664) de Jacob Storck.

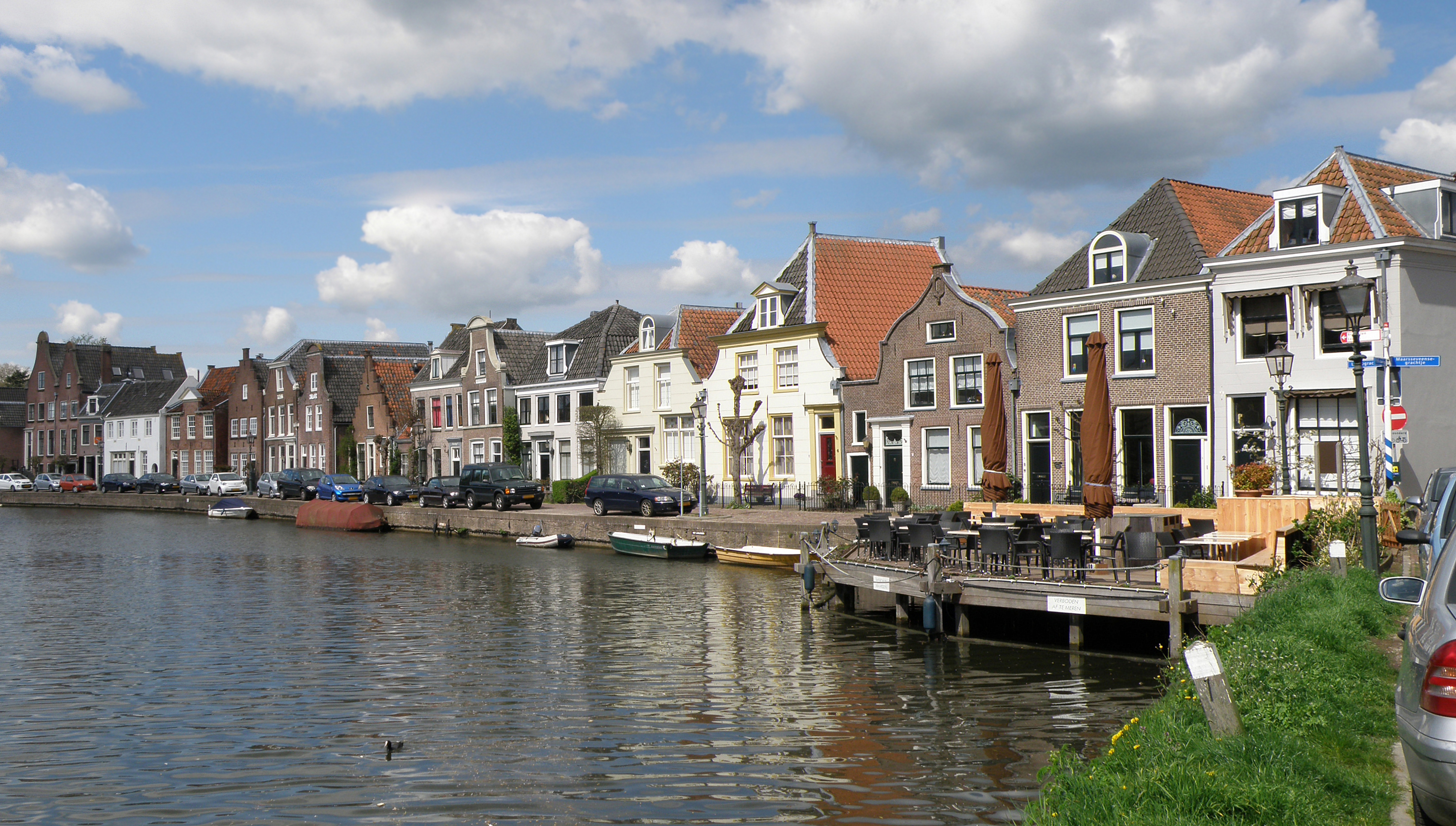
Vue du Langegracht.

La première mention de Maarssen date du neuvième siècle sur une liste de propriétés de l'église d'Utrecht : Marsna. On soupçonne que la ville date de l'époque romaine. Le nom du lieu est associé à des éléments naturels tels l'eau, les marais et les tourbières, très présents dans cette région.
Les habitations durant la période du Moyen Âge sont probablement situées sur les digues le long de la rivière. Le fort de Maarssen (Ter Meer) est construit durant le Moyen Âge. Il est démoli en 1903. Au Moyen Âge, l'extraction de la tourbe occupe une place importante autour de Maarssen, laissant ensuite sa place à l'agriculture et au bétail, puis de nos jours, à l'habitat.

### Temps modernes
Après le Moyen Âge, les riches citadins d'Amsterdam comme la famille Huydecopers, se font construire des maisons de plaisance (buitenplaatsen) le long de le fleuve Vecht. On trouve des exemples à Maarssen. En 1788, beaucoup de Juifs repoussés de la ville d'Utrecht viennent s'installer à Maarssen. En 1910, un château d'eau est construit permettant l'approvisionnement en eau de la ville. En 2011, la commune de Maarssen fusionne avec Breukelen et Loenen pour former Stichtse Vecht.

## Géographie
Maarssen est située au nord de la ville d'Utrecht et composée de deux quartiers séparés par le canal à grand gabarit joignant Amsterdam au Rhin. À l'est du canal se trouve Maarssen-Dorp (Maarssen-Village), village historique de Maarssen, traversée par le fleuve Vecht. À l'ouest du canal se trouve Maarssenbroek, qui est un quartier entièrement planifié et construit dans les années 1970 pour faire face à la croissance de la ville et de la région d'Utrecht. Dans ce quartier se trouve la gare de Maarssen, desservie par les trains régionaux entre Amsterdam et Utrecht sur la ligne d'Amsterdam à Emmerich am Rhein (Allemagne).

## Personnalité liée à Maarssen
Lijpe, rappeur néerlandais, grandit à Maarssen.